# Wu Fang-sien
Wu Fang-sien (čínsky pchin-jinem Wú Fāngxián, znaky zjednodušené 吳芳嫺, * 15. července 1999 Tchaj-pej) je tchajwanská profesionální tenistka, deblová specialistka. Ve své dosavadní kariéře na okruhu WTA Tour vyhrála tři turnaje ve čtyřhře. V sérii WTA 125 vybojovala dvě deblové trofeje. V rámci okruhu ITF získala dvacet jedna titulů ve čtyřhře.
Na žebříčku WTA byla ve čtyřhře nejvýše klasifikována v červnu 2025 na 28. místě.
Na Letní univerziádě 2021 v Čcheng-tu, přesunuté kvůli pandemii covidu-19 na srpen 2023, získala zlaté medaile z ženské i smíšené čtyřhry a týmové soutěže.

## Tenisová kariéra
Na okruhu WTA Tour debutovala washingtonským Citi Open 2018, na němž zasáhla s krajankou Čchen Pchej-süan do čtyřhry. Na úvod až v supertiebreaku podlehly pozdějším vítězkám, Číňance Chan Sin-jün a Chorvatce Darije Jurakové. Na grandslamu debutovala v deblu Australian Open 2020, do něhož s krajankou Lee Ja-süan obdržely divokou kartu. Časnou porážku jim přivodily americké turnajové šestnáctky Sofia Keninová s Bethanií Mattekovou-Sandsovou. Keninová v ročníku vyhrála melbournskou dvouhru.
První zápas na túře WTA vyhrála až v únorové čtyřhře Thailand Open 2023 v Hua Hinu, kterou následně s krajankou Čan Chao-čching ovládly. Ve čtvrtfinále zdolaly nejvýše nasazené Ellen Perezovou s Tamarou Zidanšekovou, v semifinále turnajové čtyřky Latishu Chanovou s Guarachiovou a v souboji o titul Číňanky Wang Sin-jü s Ču Lin. Od listopadu 2022 tak vyhrála 25 z 26 deblových utkání, když od podzimu 2022 ovládla pět turnajů na okruhu ITF. O dva týdny později postoupila na úvodním ročníku mexického Mérida Open Akron 2023 do druhého deblového finále. S Číňankou Wang Sin-jü v něm podlehly americko-francouzské dvojici pár Caty McNallyová a Diane Parryová.
První zápas na deblovém grandslamu vyhrála při pařížském debutu, French Open 2023, kde startovala s Estonkou Ingrid Neelovou. Po výhře nad favorizovanými Friedsamovou s Nadijou Kičenokovou dohrály na raketách pozdějších finalistek Leylah Fernandezové a Taylor Townsendové. Grandslamové maximum vylepšila po boku Číňanky Ču Lin třetím kolem ve Wimbledonu 2023. Soutěž opustily po prohře s pozdějšími semifinalistkami Caroline Dolehideovou a Čang Šuaj. V sezóně 2023 si také zahrála semifinále čtyřhry na Bad Homburg Open s Neelovou a na Korea Open v páru s Chromačovovou.

## Finále na okruhu WTA Tour

### Čtyřhra: 6 (3–3)
| Legenda            |
| ------------------ |
| Grand Slam (0)     |
| Turnaj mistryň (0) |
| WTA 1000 (0–1)     |
| WTA 500 (0–1)      |
| WTA 250 (3–1)      |

| Stav       | č. | datum          | turnaj                          | kategorie | povrch | spoluhráčka     | soupeřky ve finále                        | výsledek        |
| ---------- | -- | -------------- | ------------------------------- | --------- | ------ | --------------- | ----------------------------------------- | --------------- |
| Vítězka    | 1. | únor 2023      | Hua Hin, Thajsko                | WTA 250   | tvrdý  | Čan Chao-čching | Wang Sin-jü Ču Lin                        | 6–1, 7–6(8–6)   |
| Finalistka | 1. | únor 2023      | Mérida, Mexiko                  | WTA 250   | tvrdý  | Wang Sin-jü     | Caty McNallyová Diane Parryová            | 0–6, 5–7        |
| Finalistka | 2. | srpen 2024     | Washington, D.C., Spojené státy | WTA 500   | tvrdý  | Ťiang Sin-jü    | Taylor Townsendová Asia Muhammadová       | 6–7(0), 3–6     |
| Vítězka    | 2. | leden 2025     | Auckland, Nový Zéland           | WTA 250   | tvrdý  | Ťiang Sin-jü    | Aleksandra Krunićová Sabrina Santamariová | 6–3, 6–4        |
| Vítězka    | 3. | leden 2025     | Hobart, Austrálie               | WTA 250   | tvrdý  | Ťiang Sin-jü    | Monica Niculescuová Fanny Stollárová      | 6–1, 7–6(8–6)   |
| Finalistka | 3. | 15. února 2025 | Dauhá, Katar                    | WTA 1000  | tvrdý  | Ťiang Sin-jü    | Sara Erraniová Jasmine Paoliniová         | 5–7, 6–7(10–12) |

## Finále série WTA 125

### Čtyřhra: 3 (2–1)
| Legenda       |
| ------------- |
| WTA 125 (2–1) |

| Stav       | č. | datum         | turnaj                 | povrch      | spoluhráčka    | soupeřky ve finále                     | výsledek         |
| ---------- | -- | ------------- | ---------------------- | ----------- | -------------- | -------------------------------------- | ---------------- |
| Vítězka    | 1. | listopad 2019 | Tchaj-pej, Tchaj-wan   | koberec (h) | Lee Ja-süan    | Dalila Jakupovićová Danka Kovinićová   | 4–6, 6–4, [10–7] |
| Vítězka    | 2. | červen 2023   | Makarska, Chorvatsko   | antuka      | Ingrid Neelová | Anna Sisková Renata Voráčová           | 6–3, 7–5         |
| Finalistka | 1. | červenec 2024 | Contrexéville, Francie | antuka      | Čang Šuaj      | Oxana Kalašnikovová Iryna Šymanovičová | 7–5, 3–6, [7–10] |

## Tituly na okruhu ITF
| Dotace turnajů okruhu ITF | Dotace turnajů okruhu ITF |
| ------------------------- | ------------------------- |
| 100 000 $ tournaments     | 80 000 $ tournaments      |
| 60 000 $ tournaments      | 40 000 $ tournaments      |
| 25 000 $ tournaments      | 15 000 $ tournaments      |

### Čtyřhra (21 titulů)
| Č.  | datum         | turnaj                         | povrch    | spoluhráčka      | poražené finalistky                       | výsledek              |
| --- | ------------- | ------------------------------ | --------- | ---------------- | ----------------------------------------- | --------------------- |
| 1.  | červen 2017   | Hammámet, Tunisko              | antuka    | Sie Šu-jing      | Fernanda Britová Noelia Zeballosová       | 5–7, 6–3, [11–9]      |
| 2.  | červenec 2017 | Šarm aš-Šajch, Egypt           | tvrdý     | Čchen Pchej-süan | Ana Bianca Mihailová Čao Siao-si          | 6–2, 6–1              |
| 3.  | srpen 2017    | Šarm aš-Šajch, Egypt           | tvrdý     | Čchen Pchej-süan | Ana Bianca Mihailová Čao Siao-si          | 6–4, 6–2              |
| 4.  | září 2017     | Šarm aš-Šajch, Egypt           | tvrdý     | Čchen Pchej-süan | Sie Jü-tching Lee Pchej-čch'              | 7–6, 3–6, [11–9]      |
| 5.  | září 2017     | Šarm aš-Šajch, Egypt           | tvrdý     | Čchen Pchej-süan | Lee Pchej-čch' Kanika Vaidyaová           | 6–0, 1–6, [10–7]      |
| 6.  | prosinec 2017 | Hongkong, Čína                 | tvrdý     | Čchen Pchej-süan | Čan Ťin-wej Lu Ťia-si                     | 6–1, 6–0              |
| 7.  | květen 2018   | San Severo, Itálie             | antuka    | Čchen Pchej-süan | Svjatlana Piraženková Sofja Šapatavová    | 6–3, 6–4              |
| 8.  | květen 2018   | Caserta, Itálie                | antuka    | Čchen Pchej-süan | Jaimee Fourlisová Ellen Perezová          | 7–6(8–6), 6–3         |
| 9.  | červen 2018   | Båstad, Švédsko                | antuka    | Čchen Pchej-süan | Anna Danilinová Karin Kennelová           | 7–5, 1–6, [10–5]      |
| 10. | leden 2019    | Hongkong, Čína                 | tvrdý     | Čchen Pchej-süan | Robu Kadžitaniová Hiroko Kuwatová         | 6–3, 6–3              |
| 11. | září 2019     | Kjóto, Japonsko                | tvrdý     | Lee Ja-süan      | Kanako Morisakiová Minori Joneharová      | 6–4, 3–6, [10–7]      |
| 12. | prosinec 2019 | Nová Bombaj, Indie             | tvrdý     | Lee Pchej-čch'   | Olga Dorošinová Šalimar Talbiová          | 6–2, 6–2              |
| 13. | leden 2020    | Hongkong, Čína                 | tvrdý     | Eudice Chongová  | Mojuka Učidžimová Čang Jing               | 7–6(7–2), 6–1         |
| 14. | červen 2022   | Ra'anana, Izrael               | tvrdý     | Lee Ja-süan      | Čihiró Muramacuová Rebeka Stolmárová      | 6–3, 6–1              |
| 15. | červenec 2022 | Porto, Portugalsko             | tvrdý     | Lee Ja-süan      | Lu Ťia-ťing Alana Parnabyová              | 5–7, 6–4, [10–1]      |
| 16. | červenec 2022 | Nottingham, Spojené království | tvrdý     | Lee Pchej-čch'   | Jasmijn Gimbrèreová Isabelle Haverlagová  | 6–3, 6–2              |
| 17. | listopad 2022 | Nantes, Francie                | tvrdý (h) | Magali Kempenová | Veronika Erjavecová Emily Webley-Smithová | 6–2, 6–4              |
| 18. | listopad 2022 | Monastir, Tunisko              | tvrdý     | Cchao Ťia-i      | Kamilla Bartoneová Bojana Marinkovićová   | 6–0, 7–5              |
| 19. | listopad 2022 | Monastir, Tunisko              | tvrdý     | Cchao Ťia-i      | Anastasija Gurjevová Vlada Minčevová      | 6–3, 6–4              |
| 20. | prosinec 2022 | Monastir, Tunisko              | tvrdý     | Cchao Ťia-i      | Oana Gavrilová Emilie Lindhová            | 6–4, 6–3              |
| 21. | prosinec 2022 | Kjóto, Japonsko                | tvrdý (h) | Liang En-šuo     | Momoko Koboriová Luksika Kumkhumová       | 2–6, 7–6(7–5), [10–2] |